# 哈皮鎮區 (堪薩斯州葛蘭姆縣)
哈皮鎮區（英語：Happy Township）為位在美國堪薩斯州葛蘭姆縣的鎮區。2010年美国人口普查中該鎮區人口有54人。

## 地理
哈皮鎮區涵蓋面積233.44平方（90.13平方英里）。根據美國地質調查局的資料，此鎮區包含1座墓地：牧場之家（Prairie Home）墓地。

## 外部連結
- USGS Geographic Names Information System (GNIS)（页面存档备份，存于）
- US-Counties.com
- City-Data.com（页面存档备份，存于）